# المحقق كونان: عين خفية في البحر البعيد
المحقق كونان: عين خفية في البحر البعيد (بالإنجليزية: 名探偵コナン 絶海の探偵 'Meitantei Conan: Zekkai no Private Eye،Private Eye in the Distant Sea') هو الفيلم السابع عشر من أفلام أنمي المحقق كونان، عرض في السينيما اليابانية في 20 أبريل 2013، و قد حقق أكثر من 3.6 مليار ين ياباني.

## القصة:
تدور أحداث قصة الفيلم حول قضية مُغلقة في سفينة ما تُدعى إيجيس، محمية من قِبل وزارة الدفاع اليابانية، وبالتعاون كذلك مع وزارة الدفاع البحرية الذاتية. تبدأ القصة عندما تحصل ران وصديقتها سونوكو على بطاقات لزيارة سفينة اجيس وياخدون معهم فريق المتحرين الصغار وايضا كونان وكوغورو موري وفي اتناء جولتهم داخلها يتم العثور على جثة أحد أعضاء قوات الدفاع البحري الذاتي ناقص الذراع الأيسر بعدما عرفوا أن هنالك جاسوسًا قد تسلل إلى السفينة إيجيس نفسها مسببًا اضطرابات، وكذلك يضع ران في خطر مُحدق للغاية. يضطر كونان مع صديقه هيجي لمواجهة هذا الجاسوس الغامض أو كما يُدعى بحرف إكس دلالة على أنه غامض ومجهول. هذا ويكون البروفيسور اغاسا قد عدل على ساعة كونان المخدرة.

## مؤدو الأصوات
- مينامي تاكاياما ين*ك كونان إدجاوا
- كابي ياماغوجي بدور شينتشي كودو
- ريكيا كويوما بدور كوغورو موري
- واكانا يامازاكي بدو ران موري
- ريو هوريكاوا بدور هيجي هاتوري
- يوكو ميامورا بدور كازوها توياما
- موجامي هاشيبارا بدور آي هايبرا
- ناكاو ماتسوي بدور سونوكو سوزوكي
- توشيو فوروكاوا بدور ميساو يامامورا
- واتارو تاكاجي بدور جنتا كوجيما
- يوكيكو ايواي بدور أيومي يوشيدا
- كو شيباساكي بدور نانامي فوجي

## روابط خارجية
- المحقق كونان: عين خفية في البحر البعيد على موقع IMDb (الإنجليزية)
- المحقق كونان: عين خفية في البحر البعيد على موقع أول موفي (الإنجليزية)
- المحقق كونان: عين خفية في البحر البعيد على موقع فيلمافينيتي (الإسبانية)
- المحقق كونان: عين خفية في البحر البعيد على موقع قاعدة بيانات الفيلم (الإنجليزية)
- المحقق كونان: عين خفية في البحر البعيد على موقع ليتربوكسد (الإنجليزية)
- المحقق كونان: عين خفية في البحر البعيد على موقع كينوبويسك (الروسية)
- المحقق كونان: عين خفية في البحر البعيد على موقع ANN anime (الإنجليزية)